# Керпініш (Тіміш)
Керпініш (рум. Cărpiniș) — село у повіті Тіміш в Румунії. Входить до складу комуни Керпініш.
Село розташоване на відстані 434 км на захід від Бухареста, 25 км на захід від Тімішоари.

## Населення
За даними перепису населення 2002 року у селі проживали 3697 осіб.
Національний склад населення села:
| Національність | Кількість осіб | Відсоток |
| -------------- | -------------- | -------- |
| румуни         | 3133           | 84,7%    |
| цигани         | 252            | 6,8%     |
| угорці         | 221            | 6,0%     |
| німці          | 80             | 2,2%     |
| серби          | 6              | 0,2%     |

Рідною мовою назвали:
| Мова      | Кількість осіб | Відсоток |
| --------- | -------------- | -------- |
| румунська | 3181           | 86,0%    |
| циганська | 241            | 6,5%     |
| угорська  | 190            | 5,1%     |
| німецька  | 77             | 2,1%     |